# 海軍兵学校 (フランス)

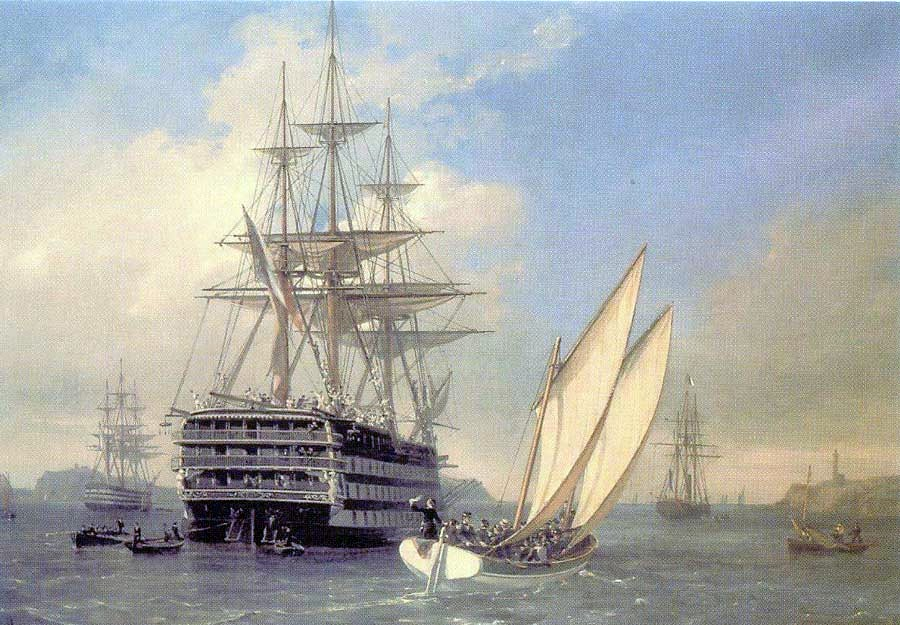
1864年から1890年まで海軍兵学校があった二代目「ボルダ」（Borda）

海軍兵学校（仏語: École navale〈エコール・ナバール〉）は、フランス・ブレストの士官学校、グランゼコール。ブレスト海軍兵学校（École navale de Brest）とも。
フランス海軍士官（水上艦、潜水艦、フランス海軍航空隊士官、海軍フュージリア士官、コマンドー士官）、参謀の教育を行っている。

## 歴史
王政時代は、長きに渡って、経験と実践を重視した船上実習によって海軍の将校が確保されていた。アンシャン・レジームの下では、王立海軍（特にポナン艦隊）の士官の多くは、大規模な艦隊を保有していた聖ヨハネ騎士団で訓練を受けた若い貴族であった。17世紀の設立以来、ブレスト、ロシュフォール、トゥーロンの軍港を拠点とする海兵隊保安隊（Gardes de la Marine et du Pavillon）が将校を養成していた。最初の海軍兵学校は「ル・アーブル王立海軍兵学校（École royale de la Marine du Havre）」と呼ばれ、1773年にルイ15世が王立海軍の士官養成を刷新するために開校した。しかし、ルイ16世が1775年に閉鎖した。
フランス第一帝政の1810年以降は、ブレストではトゥールヴィル号、トゥーロンではデュケイン号に乗船したÉcoles spéciales de marineが引き継いだ。
1816年1月31日に設立されたコレージュ・ロイヤル・ド・ラ・マリーンは、1818年にアングレームでコレージュ・ロイヤル・ド・ラ・マリーンを継承し、バルビエ・ド・ラ・セール提督の指揮の下、王政復古の終わり（1830年）まで運営された。この学校は、現在の鉄道駅の跡地にあった。
1827年、シャルル10世政府の決定により、ブレストの訓練船オリオン号の船上に学校が再び設立され、再び海軍兵学校となった（1830年に確定）。この学校は1914年に陸地に移されるまで船上にあった。現在は、ブレスト港の南側、ランヴェオックのプールミック入り江に設置されている。
海軍兵学校の学生は、1913年まで海軍兵学校があった船のボルダ（Borda）（1840年から1913年の間に3隻連続）の名前から、ボルダシュ（Bordaches）という愛称で呼ばれている。タイプ＝バイレ（types-baille）とも呼ばれる。
2017年、同校は国防省の監督下にあるグランテタブリスマンの地位を持つ、科学的、文化的、専門的な性質を持つ公的施設となった。

## 著名な関係者

### 出身者
- 東伏見宮依仁親王 - 日本の皇族、海軍軍人。伏見宮邦家親王第17王子。元帥海軍大将。
- ピエール・ブラザ - 探検家
- ジャック＝イヴ・クストー - 海洋学者
- フランソワ・ダルラン - 政治家、海軍大将、ヴィシー政権高官
- フェリックス・デュ・タンプル - 発明家
- ジョセフ・ルブリ - 飛行士、パリ・東京間の飛行の途中で事故死
- ミシェル・セール - 哲学者
- フィリップ・ド・ゴール - 海軍大将、シャルル・ド・ゴールの長男

### その他
- アントワーヌ・ド・サン＝テグジュペリ - 作家、飛行士、海軍兵学校の試験に落第
- エドゥアール・マネ - 画家、海軍兵学校の試験に二度失敗し、芸術家となった